# 飞蛾藤属
飞蛾藤属（学名：Porana）是旋花科下的一个属，为革质或木质藤本植物，或为攀援灌木植物。该属共有约20种，主要产自亚洲热带、亚热带地区。